# Nexus 7 (2013)
A doua generație a tabletei Nexus 7, denumită și Nexus 7 (2013), este o tabletă mini dezvoltată în colaborare de Google și Asus, care rulează sistemul de operare Android. Este a doua dintre cele trei tablete din seria Google Nexus (Nexus 7 (2012), Nexus 7 (2013) și Nexus 9).
După succesul primei versiuni a Nexus 7, a doua generație a fost lansată pe 26 iulie 2013, cu patru zile mai devreme decât data programată inițial, ca urmare a lansărilor anticipate de către mai mulți comercianți. Tableta a fost primul dispozitiv livrat cu Android 4.3.
A doua iterație a tabletei de 180 mm a venit cu mai multe îmbunătățiri față de generația anterioară, inclusiv un procesor quad-core Snapdragon S4 Pro de 1,5 GHz, 2 GB de memorie RAM, un ecran cu rezoluția de 1920 × 1200 pixeli (323 pixeli pe inch; 127 px/cm), două camere (1,2 MP frontală și 5 MP principală), difuzoare stereo, încărcare wireless inductivă prin standardul Qi și un port SlimPort (prin conector micro USB) capabil de ieșire video full HD către un ecran extern.

## Modele
| Model             | ME571K/K008 | ME571KL NA/K009                                          | ME571KL EU/K009                                          |
| ----------------- | ----------- | -------------------------------------------------------- | -------------------------------------------------------- |
| Spațiu de stocare | 16/32 GB    | 32 GB                                                    | 32 GB                                                    |
| 4G                |             | LTE: 1/2/3/4/5/13/17 700/750/850/1700/1800/1900/2100 MHz | LTE: 1/2/3/4/5/7/20 800/850/1700/1800/1900/2100/2600 MHz |
| 3G                |             | HSPA+: 1/2/4/5/8 850/900/1700/1900/2100                  | HSPA+: 1/2/4/5/8 850/900/1700/1900/2100                  |
| 2G                |             | GSM: 850/900/1800/1900 MHz                               | GSM: 850/900/1800/1900 MHz                               |